# IT-Benchmarking
Unter IT-Benchmarking wird eine strategische Management-Methode verstanden, in welcher die  Performance der IT-Dienstleistungen eines Unternehmens mit denen anderer Unternehmen verglichen wird. Unter Performance werden sowohl Effizienz- als auch Effektivitäts-Kriterien zusammengefasst, der Vergleich kann innerhalb einer Branche aber auch branchenübergreifend stattfinden. Ein Beispiel für einen branchenbezogenen IT-Benchmark ist die IT-Benchmark Methodik des VDMA (VDMA Richtlinie 66420).
Ein Ziel des IT-Benchmarkings ist es, Optimierungspotentiale zu identifizieren und Empfehlungen abzuleiten, wie die Performance verbessert werden kann. Als Maßstab dient der so genannte Best Practice, d. h. jenes Unternehmen (bzw. dessen Prozesse zur Bereitstellung der untersuchten IT-Dienstleistung), welches die definierten Effizienz- bzw. Effektivitätskriterien am besten erfüllt. Andere Anwendungsgebiete sind, Benchmarking als Management-Tool zu sehen, um besser kommunizieren zu können. Letztlich geht es hier darum, Vertrauen (in die IT) zu stärken und die eigene Glaubwürdigkeit durch eine faktenbasierte Argumentation zu steigern.  
Weitere Anwendungsgebiete sind, Investitionsentscheidungen zu rechtfertigen bzw. zu validieren, den Nutzen der IT zu maximieren, Veränderungen planen, Kosten wirkungsvoll reduzieren, den Reifegrad der Prozesse und auch der Digitalisierung zu messen, oder Outsourcing-Verhältnisse auf Marktkonformität überprüfen. Dabei spielt die Angemessenheit der erbrachten Leistungen aber auch der Kundenanforderungen eine entscheidende Rolle. 

## Typische Vorgehensweise
Nach Ermittlung der Effizienz- und Effektivitätskriterien, nach denen der Vergleich stattfinden soll, ist hierbei die Frage wesentlich, wie sich die IT-Dienstleistungen innerhalb der operativen Prozesse auswirken sollen (Nutzen der IT oder „Business value der IT“). Benchmarking soll Teilnehmer (intern) und Partner/Geber (extern) finden, um die notwendige Vergleichsbasis zu schaffen. Die jeweiligen Partner müssen bereit sein, die notwendigen Informationen zu teilen.
Beim Erstellen eines Kennzahlensystems unter Berücksichtigung der Vergleichbarkeit ist vor allem auf eine saubere definitorische Abgrenzung zu achten, um eine faire Vergleichbarkeitsbasis zu schaffen. Die Analyse der Datenbasis und Identifikation der Best-Practice Teilnehmer ist eine Definition des sogenannten Target Benchmarks.
Nach Ermittlung der Optimierungspotentiale und Handlungsleitungen durch den Vergleich mit dem Best Practice erfolgte eine Berechnung von theoretischen Einsparpotenzialen (Lücke zum Benchmark oder „gap to benchmark“) und Ableitung von Zielen zur Schließung der Lücke zum Best Practice sowie Festlegung eines Umsetzungsplanes und Ergebnis- und Fortschrittskontrolle.

## Gliederung
Die Vergleichbarkeit spielt im Rahmen des IT-Benchmarkings eine besondere Rolle. Da die Erstellung von IT-Dienstleistungen nicht unternehmensübergreifend standardisiert ist, müssen generische IT-Funktionen definiert werden, die bei jedem Unternehmen existieren und somit die Vergleichbarkeit ermöglichen: Eine sinnvolle Aufteilung der gesamten IT-Kosten ist die Bedingung für einen holistischen Überblick.
Im Allgemeinen trennt man die IT-Kosten per Funktionen und per Kostenart (siehe nachfolgende Übersicht).

### IT-Kosten per IT-Funktionen
- Anwendungsentwicklung – Neue Funktionalitäten
- Anwendungsentwicklung – Wartung
- IT-Infrastruktur – Mainframe/Server
- IT-Infrastruktur – PC/LAN
- Andere IT-Kosten

### IT-Kostenarten
Folgende Kostenarten sind für die Erstellung von IT-Dienstleistungen üblicherweise relevant und werden im Rahmen eines IT-Benchmarkings näher untersucht:
- IT-Personalkosten (inklusive personalabhängiger Kosten)
- Kosten für IT Externe Berater
- Kosten für Hardware
- Kosten für Software
- Kosten für IT-Outsourcing
- Kosten für Daten-Kommunikation
- Andere IT-Kosten

## Grundtypen des Benchmarking
Aus praktischer Sicht hat sich eine Einteilung von Benchmarking in unterschiedlichen Grundtypen bewährt. Die Klassifizierung erfolgt auf Grund der Eigenschaften der Benchmarking-Partner. Diese können in der eigenen oder in einer fremden Branche gefunden werden und sie gehören entweder zur eigenen oder zu einer fremden Organisation.
Benchmarking ist die englische Übersetzung für den Begriff „Betriebsvergleich“.
Siehe auch: Benchmarking in der Betriebswirtschaft: Benchmarking-Grundtypen

## Vorteile
Aus volkswirtschaftlicher Sicht ersetzt das IT-Benchmarking den Markt, der häufig aufgrund von Kontrahierungszwang oder wegen mangelnder Vergleichbarkeit der Services nicht existiert. Das Benchmarking unterstützt somit die Preisbildung und verbessert die Effektivität von Dienstleistungen, die nicht unmittelbar den Marktmechanismen unterworfen sind. Kontrahierungszwang bedeutet in diesem Zusammenhang, dass innerhalb eines Unternehmens oder innerhalb einer Konzerngruppe die IT-Dienstleistungen von einer Konzerngesellschaft in Anspruch genommen werden müssen und nicht von einem Dritten.

## Nachteile
Häufig wird ein signifikanter Anteil der Kosten (Gemeinkosten) auf die individuellen IT-Dienstleistungen mittels eines Schlüssels verteilt. Falls der zugrunde liegende Verteilungsschlüssel nicht verursachungsgerecht ist, dann sind die daraus ermittelten Service-Kosten fehlerbehaftet und führen zu mangelhafter Vergleichbarkeit. Ein Vergleich ist nur dann gültig, wenn der Umfang der jeweiligen IT-Dienstleistung klar abgegrenzt ist und von allen Parteien analog eingehalten werden kann.
In vielen Benchmarking-Initiativen wird der „Best Practice“ alleine auf Grundlage von Effizienz-Kriterien ermittelt; der Nutzen der IT-Dienstleistung für die Kunden/Konsumenten bleibt unterbewertet.